# Voglio l’anima
A Voglio l’anima Toto Cutugno első stúdióalbuma, mely 1979-ben jelent meg. A lemezt az énekes állandó kiadója, a Carosello Records adta ki. Az album felvételei 1979-ben készültek, egy évvel azután, hogy Cutugno zenekara, az Albatros feloszlott. A címadó dalból sláger lett.

## Dalok
A lemez minden dalát a Minellono–Cutugno szerzőpáros írta, kivétel azokat, ahol a szerzők jelölve vannak.
1. Voglio l’anima
2. Ma... (Minellono/Costanzo/Cutugno)
3. Una Serata Come Tante
4. Na Parola (Minellono/Cutugno/Russo)
5. Aeroporto Kennedy (Cogliati/Minellono/Cutugno)
6. Amore No
7. Soli
8. Liberi (Cutugno)
9. Se Vai Va (Cogliati/Minellono/Cutugno)
10. Donna Donna Mia (Peregrini/Bongiorno/Cutugno)